# Église Saint-Pierre de Petersberg
Pour les articles homonymes, voir Église Saint-Pierre.
L’église Saint-Pierre est une église catholique romaine de Petersberg, dans le Land de Hesse.

## Géographie
L'église se situe sur le Petersberg, un dôme de basalte, au centre de la commune du même nom près de Fulda et est visible de loin en raison de son emplacement exposé. De l'église, il y a une vue large sur le bassin de la Fulda, la ville du même nom, Petersberg, Künzell et d'autres lieux environnants ainsi que la Rhön.

## Histoire
Une première église est probablement construite sous l'abbé Baugulf de Fulda au tournant du VIIIe siècle au IXe siècle. L'abbé Raban Maur de Fulda fait construire dans les années 830 une basilique à trois nefs et une abbaye bénédictine sur le Petersberg près de l'abbaye de Fulda. Pour la consécration de l'église, qui a lieu le 28 septembre 836, 837 ou 838, Raban Maur fait transférer les ossements de Lioba de Tauberbischofsheim de la collégiale de Fulda dans la crypte de l'église Saint-Pierre.
Après que les bâtiments de Petersberg sont détruits par une attaque de la Hongrie en 915, l'abbé de Fulda Haicho fait restaurer les bâtiments incendiés. D'autres dommages se produisent de 1327 à 1331, pendant la guerre des Paysans allemands et la guerre de Trente Ans. Les ossements de Lioba sont ramenés à la collégiale de Fulda à une date inconnue. Le sarcophage de pierre vide restant de la sainte devient un site à partir duquel des guérisons miraculeuses sont attendues. Il y a aussi une fresque baroque dans la crypte de l'église Saint-Pierre, qui montre la cérémonie correspondante : Les mères mettent les enfants malades ou leurs vêtements dans le sarcophage vide, afin d'obtenir l'intercession des saints pour la guérison. En 1915, le prêtre de l'époque interdit cette pratique.
En 1298, une paroisse indépendante est établie à Petersberg à partir des cessions de la paroisse de Margretenhaun ; l'église abbatiale sert maintenant aussi d'église paroissiale.
Au moment de la sécularisation, l'abbaye est dissoute en 1802. Des anciens bâtiments du monastère, il ne reste que l'orangerie. La paroisse continue d'exister, mais a une nouvelle église principale en 1957 avec l'église Raban Maur, mais Saint-Pierre est toujours une église paroissiale. En septembre 2007, à l'occasion du 1225e anniversaire de la mort de Lioba, la Cella St. Lioba, une nouvelle branche des religieuses bénédictines de Sainte-Lioba (de) est fondée et s'installe dans un monastère moderne sur les vestiges de l'orangerie. En 1995, la relique du crâne de Lioba est ramenée dans la crypte de l'église Saint-Pierre. Le reliquaire et le couvercle du sarcophage en pierre de 836 sont l'œuvre de la bénédictine de Fulda Lioba Munz.

## Architecture
Le chœur en trois parties, la traversée et la crypte également en trois parties ont, dans une large mesure, des maçonneries de l'époque carolingienne. Il y a trois absides dans la crypte, chacune avec un autel. Derrière l'autel du milieu se trouve le sarcophage vide de Lioba. Le clocher du chœur et le clocher occidental sont de style roman. La nef romane à trois nefs est remplacée en 1479 par une salle gothique tardive à une seule nef. Le paysage de toit de l'église se compose de six toits indépendants. Le plus ancien, celui de la salle paroissiale et de la sacristie et du chœur latéral, date de 1478-1480.
L'intérieur de l'église est modernisé à l'époque baroque, il est partiellement retiré lors des phases de restauration ultérieures. Les restaurations ont lieu en 1889, 1907, 1930, 1954, 1974 et de 2002 à 2007.
L'église abrite également la tombe du chroniqueur de Fulda Apollo von Vilbel.